# スヴェイン・イングヴァルソン
スヴェイン・イングヴァルソン（アイスランド語: Sveinn Ingvarsson、1914年7月2日 - 2009年1月22日）は、アイスランドの陸上競技選手。
1936年ベルリンオリンピックの男子100mに出場したが、予選敗退した。